# Moviment Lapua
El Moviment Lapua (en finès: Lapuan, en sami septentrional: Lapporörelsen) és un moviment polític nacionalista i anticomunista finlandès establert el 1929 a Lapua, Ostrobòtnia del Sud. Després de la seva radicalització, es va dirigir a la política d'extrema dreta i va ser prohibit després d'un cop d'estat fallit el 1932. Les activitats anticomunistes del moviment van continuar dins del Moviment Patriòtic Popular (Isänmaallinen kansanliike, IKL).

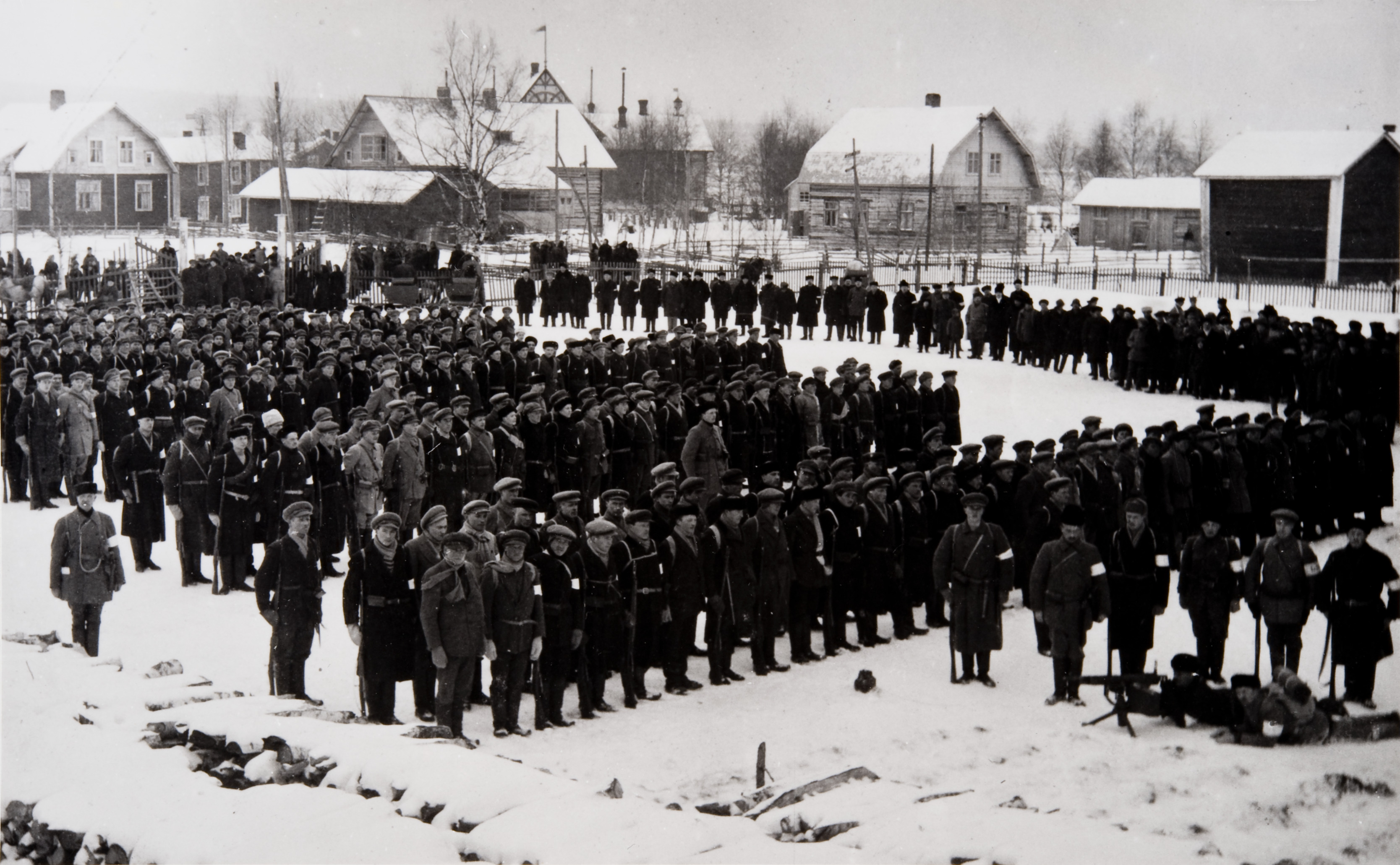
L'esquadra d'homes de la Guàrdia Blanca del moviment Lapua durant la guerra civil a la primavera de 1918.

## Context
El Moviment Lapua va començar l'any 1929 i va estar dominat inicialment per nacionalistes anticomunistes, posant èmfasi en l'herència nacionalista, els guàrdies blancs i la Guerra Civil finlandesa. El moviment es considera el defensor del que es va guanyar durant la Guerra Civil, donant suport al luteranisme, el nacionalisme finlandès i l'anticomunisme.
Molts polítics i oficials militars d'alt rang van donar suport inicialment al Moviment Lapua, ja que l'anticomunisme era la norma a les classes educades després de la Guerra Civil. Tanmateix, l'ús excessiu de la violència va fer que el moviment fos menys popular en pocs mesos.
Durant la Guerra Civil, Ostrobòtnia havia estat un dels reductes més importants de l'Exèrcit Blanc, i els sentiments anticomunistes es van mantenir extremadament forts. El 23 i 24 novembre 1929, mentre els presos comunistes de la presó de Tammisaari feien una vaga de fam, activistes comunistes de la Lliga dels Joves Comunistes de Finlàndia decideix reunir-se a Lapua. Aquesta elecció és considerada per aquells que no hi donen suport una autèntica provocació. Lapua, a Ostrobòtnia, ha estat durant molt de temps un «fortalesa blanca», situat en una de les regions agrícoles més riques del país. Els aproximadament cinc-cents comunistes que es reuneixen a Lapua saben que la població els és, a priori, hostil. La reacció és immediata. Amb prou feines havia començat la reunió quan el «Blancs» dispersen brutalment la «Rojos».
Segons els nacionalistes, els comunistes s'havien burlat de Déu, de l'Església luterana, de la pàtria «burgesa», de l'exèrcit finlandès i delgeneral Mannerheim. Això va fer enfurismar molts habitants, que van acabar violentament amb la trobada, una violència anticomunista que va ser aclamada com a justificada i lloable. El 1r de desembre es va celebrar una reunió anticomunista a Lapua, que va atreure més de mil persones per reclamar la fi de totes les activitats comunistes.

## Activitats
S'organitzen manifestacions i reunions arreu del país. El 16 de juny de 1930, més de tres mil homes arriben a Oulu per destruir la impremta i l'oficina del diari comunista Pohjan Voima. Va aparèixer l'últim número de Pohjan Voima el 14 de juny.
El mateix dia, una impremta comunista és destruïda a Vaasa. El 7 de juliol, més de dotze mil manifestants arriben a Hèlsinki per a fer una «marxa rural» que és una demostració important de força. El govern va cedir a la pressió i els diaris comunistes van ser prohibits per un «Llei de protecció republicana».
Les reunions dels grups d'esquerres són interrompudes, sovint de manera violenta. Una tàctica comuna és el «sabó» que comença amb un rapte i una pallissa. Després d'això, el subjecte és llençat a un cotxe i conduït a la frontera amb la Unió Soviètica. Molts finlandesos expulsats pel Moviment Lapua serien més tard atrapats en les purgues estalinistes i executats; mentre eren perseguits a Finlàndia com a comunistes, Stalin els acusaria de nacionalistes.
El setembre de 1930, el polític socialdemòcrata Onni Happonen és segrestat i assassinat. El 14 d'octubre de 1930, l'expresident Kaarlo Juho Ståhlberg i la seva dona van ser segrestats i portats a Joensuu. Després d'aquesta violència, el suport popular al moviment s'enfonsarà i els moderats abandonaran el moviment i els extremistes es faran més influents.

## Rebel·lió Mäntsälä
El febrer de 1932, una reunió socialdemòcrata que té lloc a Mäntsälä és interrompuda violentament per militants armats del Moviment Lapua. L'esdeveniment es va convertir en un intent de cop d'estat conegut com la Rebel·lió de Mäntsälä, liderat per l'antic cap d'estat major de l'exèrcit finlandès, el general Kurt Martti Wallenius.
Malgrat les peticions de Wallenius, l'exèrcit i la Guàrdia Blanca romandrien en gran part lleials al govern. Molts historiadors creuen que la raó principal del fracàs va ser una mala planificació: l'esdeveniment simplement va sorgir d'accions locals i l'organització nacional va intervenir massa tard.
La rebel·lió acaba després del discurs radiofònic del president Pehr Evind Svinhufvud als rebels. Després d'un judici, el Moviment Lapua és prohibit el 21 de novembre de 1932, en virtut de la llei de protecció de la República, que el Moviment de Lapua havia fet aprovar. El general Kurt Martti Wallenius i uns cinquanta líders més van ser condemnats a presó.